# Liste des évêques de Techiman
Liste des évêques de Techiman
(Dioecesis Techimanensis)
L'évêché de Techiman est créé le 28 décembre 2007, par détachement de ceux de Konongo-Mampong et de Sunyani.

## Sont évêques
- depuis le 28 décembre 2007 : Dominic Yeboah (Dominic Nyarko Yeboah)

## Sources
- L'ANNUAIRE PONTIFICAL, sur le site http://www.catholic-hierarchy.org, à la page